# Otacilia dianchiensis
Otacilia dianchiensis is een spinnensoort uit de familie van de Phrurolithidae.
De wetenschappelijke naam van de soort werd in 1997 als Phrurolithus dianchiensis gepubliceerd door Chang-Min Yin et al..